# Julie Otsuka
Pour les articles homonymes, voir Otsuka.
Œuvres principales
- Certaines n'avaient jamais vu la mer
- Quand l'empereur était un dieu

Julie Otsuka, née le 15 mai 1962 à Palo Alto en Californie, est une romancière américaine d'origine japonaise.

## Biographie

### Enfance et formation
Julie Otsuka naît le 15 mai 1962 à Palo Alto, en Californie. 
Ses deux parents sont d'origine japonaise, son père étant un issei (c'est-à-dire appartenant à la première génération de japonais ayant émigré à l'étranger) et sa mère une nisei (appartenant à la deuxième génération, soit issue des premiers émigrants). Son grand-père, soupçonné d'être un espion japonais, est arrêté le lendemain du bombardement de Pearl Harbor. Sa mère, son oncle et sa grand-mère passent trois ans dans un camp d'internement à Topaz, dans l'Utah.
Son père travaille comme ingénieur en électronique dans l'aérospatial et sa mère comme technicienne de laboratoire avant de donner naissance à sa fille et ses deux fils,.
A 9 ans, elle déménage avec sa famille à Palos Verdes,.
En 1984, elle est diplômée en art de l'Université de Yale, au sein de laquelle elle a développé une passion pour la peinture et la sculpture.
Elle passe plusieurs années à New Haven, dans le Connecticut, à travailler comme serveuse et à étoffer son portfolio puis suit pendant quelques mois le programme M.F.A. de l'Université de l'Indiana. Elle s'installe ensuite à New York pour suivre des cours à la New York Studio School of Drawing, Painting and Sculpture et poursuivre une carrière dans l'art.
A l'âge de trente ans, elle décide de se consacrer à l'écriture. En 1994, elle est acceptée au sein du programme M.F.A. en écriture créative de l'Université Columbia. Elle sera diplômée en 1999.

### Carrière littéraire
Alors qu'elle est étudiante à l'Université Columbia, l'une de ses nouvelles est sélectionnée pour être incluse dans le Scribner's Best of the Fiction Workshops de 1998. Cette histoire, Evacuation Order No.19, deviendra la première partie de son premier roman, Quand l'empereur était un dieu, qu'elle terminera après avoir obtenu son M.F.A. à Columbia en 1999. En 2002, quelques jours après avoir soumis le manuscrit à son agent, le roman est accepté par la maison d'éditions Alfred A. Knopf. Il parait en couverture rigide en septembre de la même année et sera publié en livre de poche par An-chor Books en octobre 2003. Le livre remporte le sixième prix littéraire annuel des Américains d'origine asiatique en 2003.  
Quand l'empereur était un dieu (When the emperor was divine) évoque l'évacuation et l'internement d'une famille d'origine japonaise aux États-Unis pendant la seconde guerre mondiale,. Cette famille, habitant Berkeley, est évacuée de la côte ouest vers un camp d'internement japonais en 1942. Structuré en cinq parties, chaque section du récit est centrée sur un membre différent de la famille. Le roman s'inspire de l'histoire de sa propre famille. 
En 2012 sort Certaines n'avaient jamais vu la mer (The Buddha in the Attic) qui raconte l'histoire de japonaises arrivant à San Francisco en 1919 pour rencontrer leur mari qu'elles ne connaissent que par l'échange de photographies. Le livre remporte le PEN/Faulkner Award for Fiction et le Prix Femina Étranger,. 
En 2022 sort La Ligne de nage (The Swimmers) nommé par Publishers Weekly comme l'une des dix meilleures œuvres de fiction publiées cette année-là. Le roman évoque la fin de vie, la perte de mémoire et la maladie d'Alzheimer à travers le quotidien d'une piscine municipale puis la vie du personnage principal, Alice,,,. 

### Vie privée
Elle habite l'Upper West Sider. 

## Œuvres
- Quand l'empereur était un dieu [« When the Emperor Was Divine »], trad. de Bruno Boudard, Éditions Phébus, coll. « D'aujourd'hui. Étranger », 2004, 180 p.  (ISBN 2-85940-963-7)
- Certaines n'avaient jamais vu la mer [« The Buddha in the Attic »], trad. de Carine Chichereau, Éditions Phébus, coll. « Littérature étrangère », 2012, PEN/Faulkner Award 2012  (ISBN 978-2-7529-0670-0)[12] — Prix Femina étranger 2012[13]
- La Ligne de nage [« The Swimmers »], trad. de Carine Chichereau, Éditions Gallimard, coll. « Du monde entier », 2022, 166 p.  (ISBN 978-2-07-295858-8)

## Récompenses et distinctions
- 2012 : Prix Femina étranger, PEN/Faulkner Award[5],[6]